# Kanbari nyūdō
 (décembre 2022).
La mise en forme du texte ne suit pas les recommandations de Wikipédia : il faut le « wikifier ».
Les points d'amélioration suivants sont les cas les plus fréquents. Le détail des points à revoir est peut-être précisé sur la page de discussion.
- Les titres sont pré-formatés par le logiciel. Ils ne sont ni en capitales, ni en gras.
- Le texte ne doit pas être écrit en capitales (les noms de famille non plus), ni en gras, ni en italique, ni en « petit »…
- Le gras n'est utilisé que pour surligner le titre de l'article dans l'introduction, une seule fois.
- L'italique est rarement utilisé : mots en langue étrangère, titres d'œuvres, noms de bateaux, etc.
- Les citations ne sont pas en italique mais en corps de texte normal. Elles sont entourées par des guillemets français : « et ».
- Les listes à puces sont à éviter, des paragraphes rédigés étant largement préférés. Les tableaux sont à réserver à la présentation de données structurées (résultats, etc.).
- Les appels de note de bas de page (petits chiffres en exposant, introduits par l'outil «  Source ») sont à placer entre la fin de phrase et le point final[comme ça].
- Les liens internes (vers d'autres articles de Wikipédia) sont à choisir avec parcimonie. Créez des liens vers des articles approfondissant le sujet. Les termes génériques sans rapport avec le sujet sont à éviter, ainsi que les répétitions de liens vers un même terme.
- Les liens externes sont à placer uniquement dans une section « Liens externes », à la fin de l'article. Ces liens sont à choisir avec parcimonie suivant les règles définies. Si un lien sert de source à l'article, son insertion dans le texte est à faire par les notes de bas de page.
- La présentation des références doit suivre les conventions bibliographiques. Il est recommandé d'utiliser les modèles {{Ouvrage}}, {{Chapitre}}, {{Article}}, {{Lien web}} et/ou {{Bibliographie}}. Le mode d'édition visuel peut mettre en forme automatiquement les références.
- Insérer une infobox (cadre d'informations à droite) n'est pas obligatoire pour parachever la mise en page.

Pour une aide détaillée, merci de consulter Aide:Wikification.
Si vous pensez que ces points ont été résolus, vous pouvez retirer ce bandeau et améliorer la mise en forme d'un autre article.

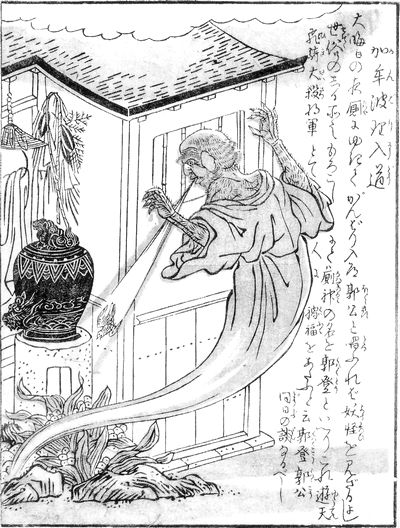
Un kanbari de Toriyama Sekien en 1779

Le Kanbari nyūdō est un Yokai pervers et grotesque, ne sortant que lors du réveillon du nouvel an, il a pour coutume d'aller espionner les gens dans leur salle de bain, toilettes ce jour-là, il a une apparence de prêtre avec un corps couvert de poils, il peut aussi, en soufflant, sortir un coucou.
Son nom signifie : "ganbari" (s'efforcer) et "nyudo" (chauve). 
Ses origines sont confuses, selon Toriyama Sekien ce yokai provient à l'origine de Kakutō le " dieu des toilettes " car cela ressemblerait étymologiquement à coucou. Or Kakutō n'est pas officiellement un dieu des toilettes mais un général Ming du XVe siècle, donc ses origines restent officiellement inconnues.
Dans bon nombre de régions ce yokai est symbole de malchance pour le contrer dans certaines coutumes lors du réveillon du nouvel an pour éviter d'avoir sa visite il faudrait dire "ganbari nyūdō, hototogisu!" (ganbari nyudo, coucou !).

## Comportement
On sait très peu de chose sur ce yokai, et souvent les sources se contredisent mais ce qui est sûr c'est que ce yokai va espionner les gens dans leur salle de bain ou toilettes lors du réveillon du nouvel an. Ce qu'il se passe ensuite varie d'un endroit à l'autre en général il apporte malchance mais il est dit qu'il va jusqu'à lécher les personnes et même va infliger une constipation aux malchanceux.

## Légendes
Les histoires sur le Kanbari nyūdō diffèrent énormément d'une région à l'autre, selon certaines lorsque vous rentrez dans des toilettes en extérieur lors de la veille du Nouvel an regardez par le trou et dites 3 fois "Kanbari nyudo" et là une tête apparaîtrait, dans ce cas il faudrait la prendre, la mettre dans un kimono à la manche puis la ressortir, la tête sera devenue une pièce d'or. Dans d'autres régions la tête humaine doit être enveloppée de tissu de soie, quand le tissu sera déballé il sera rempli d'or.